# Vallée de Cauterets
La vallée de Cauterets est située dans les Pyrénées françaises, dans le département des Hautes-Pyrénées, en région Occitanie.

## Toponymie
Le -t final est une erreur, il n'est jamais employé avant le XIXe siècle. La signification ne pose pas de problème : du latin (villa / vallis) caldarensis (villa ou vallée) où il y a des bains chauds, en gascon « los cautarers ».

## Géographie
La vallée de Cauterets est bordée à l'ouest par la vallée d'Estaing, à l'est par la vallée de Luz et au sud par l’Espagne (Aragon). Elle est délimitée par le bassin des Gaves. On y accède par le village de Pierrefitte-Nestalas et la D920. Une grande partie de la vallée fait partie du parc national des Pyrénées. Une seule commune est implantée dans la vallée, Cauterets avec ses thermes et sa station de ski.

### Topographie
Composée de plusieurs vallons, elle mène au sud vers la frontière espagnole et des sommets de plus de 3 000 m. Son point culminant est le Vignemale (3 298 m).
Elle est délimitée par trois lignes de crêtes principales : au nord-ouest, du Cabaliros au Cambalès ; au sud-ouest, la crête frontalière de l’Espagne allant du Cambalès au Vignemale et à l’est, la ligne allant du Vignemale au Viscos en passant par le Soum d'Aspé et le pic d'Ardiden. Dans les vallées qui la composent, on trouve le cirque du Lys et la vallée d'Ilhéou à l'ouest, le val de Jéret au sud-ouest qui mène vers le pont d'Espagne et les vallées du Marcadau et de Gaube, et au sud-est, la vallée du Lutour. Le pic du Cabaliros (2 334 m), qui se rejoint par la ferme Igau ou par le val d'Azun, offre un panorama sur la vallée.

#### Cirque du Lys
C'est le lieu d'implantation de la station de ski alpin de Cauterets, avec plusieurs remontées mécaniques. Il est dominé par le Moun Né  ou pic de Monné (2 724 m) dans le massif du Barbat, le Soum de Grum (2 657 m) et le Soum de Mauloc (2 074 m). La crête de Mans Arrouy délimite le nord du cirque, suivie des Pènes du Moun Né vers l'ouest. Au Soum de Grum, la crète du Lys bifurque vers le sud-est jusqu'au col et Soum de Mauloc. De tous les monts qui entourent Cauterets, Moun Né serait « celui qui a la vue la plus étendue » selon Vincent de Chausenque en 1822.
Une table d'orientation est installée sur la crête du Lys.

#### Vallée d'Ilhéou
On la rejoint depuis le parking du Cambasque, en dessous de la station de ski de Cauterets, par le pont de Sahucs. À 1 988 m, on trouve le refuge d'Ilhéou, sur les berges du lac d'Ilhéou ou lac Bleu (1 975 m) et le lac du Hourat (2 343 m). Le lac Noir (1 890 m) est situé en contrebas. La vallée est encadrée par le Grand Barbat (2 710 m) et le pic de Nets (2 428 m) entre autres. On trouve les cabanes d'Arras (2 185 m) sur le sentier du col d'Ilhéou (2 329 m) qui permet de rejoindre le lac d'Estaing dans la vallée du même nom.

#### Val de Jéret
Vallon intermédiaire entre le village de Cauterets et le pont d'Espagne, il est traversé par la D920 qui mène au parking du parc national des Pyrénées, sur le berge droite du gave du Marcadau. Sur la berge gauche du gave, un sentier de randonnée permet de rejoindre le pont d'Espagne en longeant le gave et ses nombreuses cascades : c'est le « sentier des cascades ». Il est dominé au nord par le pic de Péguère (2 316 m) et la forêt domaniale de Péguère. Le sentier, construit par l'homme, qui mène au sommet est composé de 80 lacets numérotés relevés en petits murets.
À l'entrée du val, on trouve les anciennes thermes de la Raillère (1 044 m), quelques commerces au pied de la cascade du Lutour (110 m).

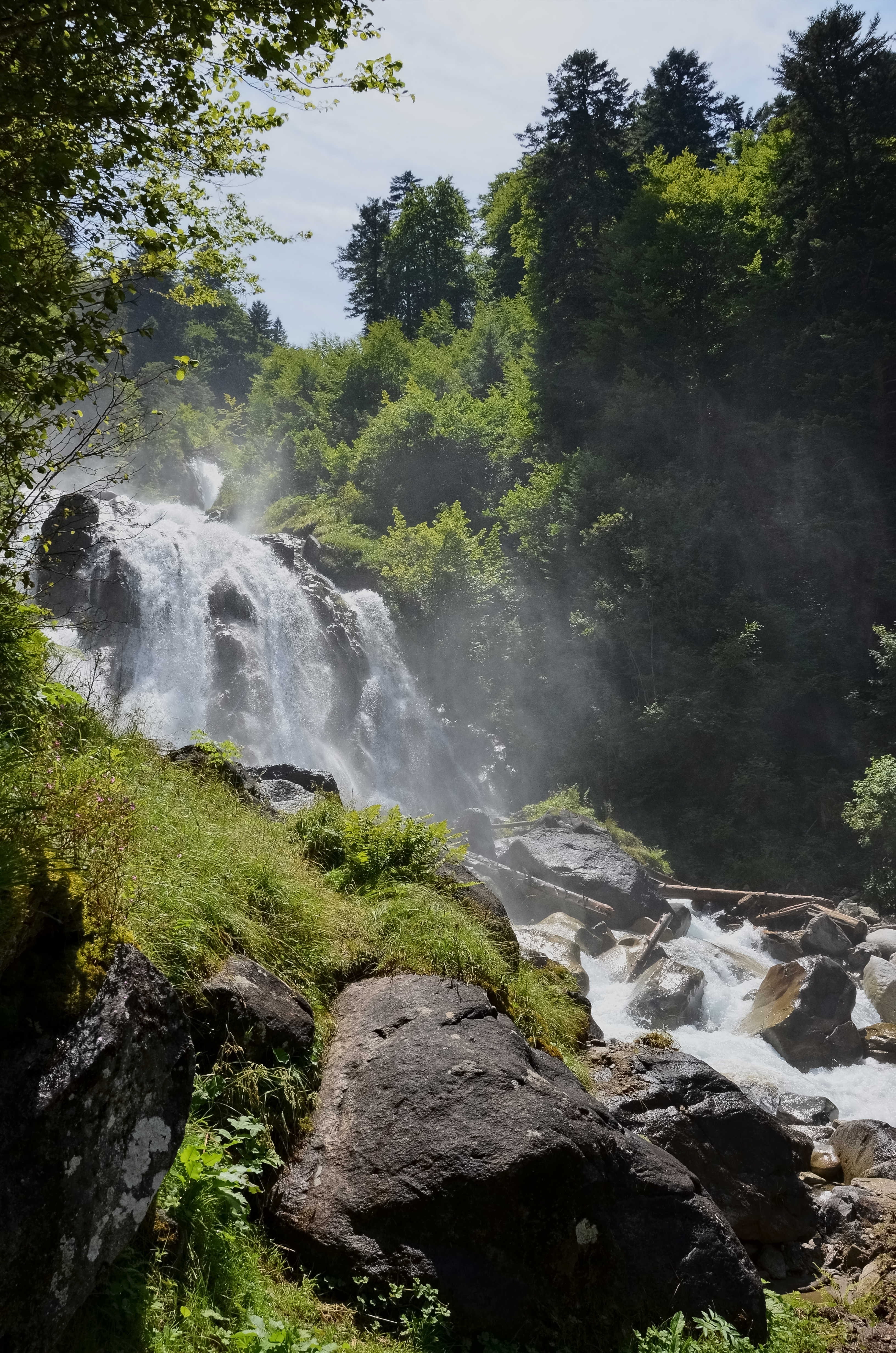
La cascade du Lutour depuis le GR 10
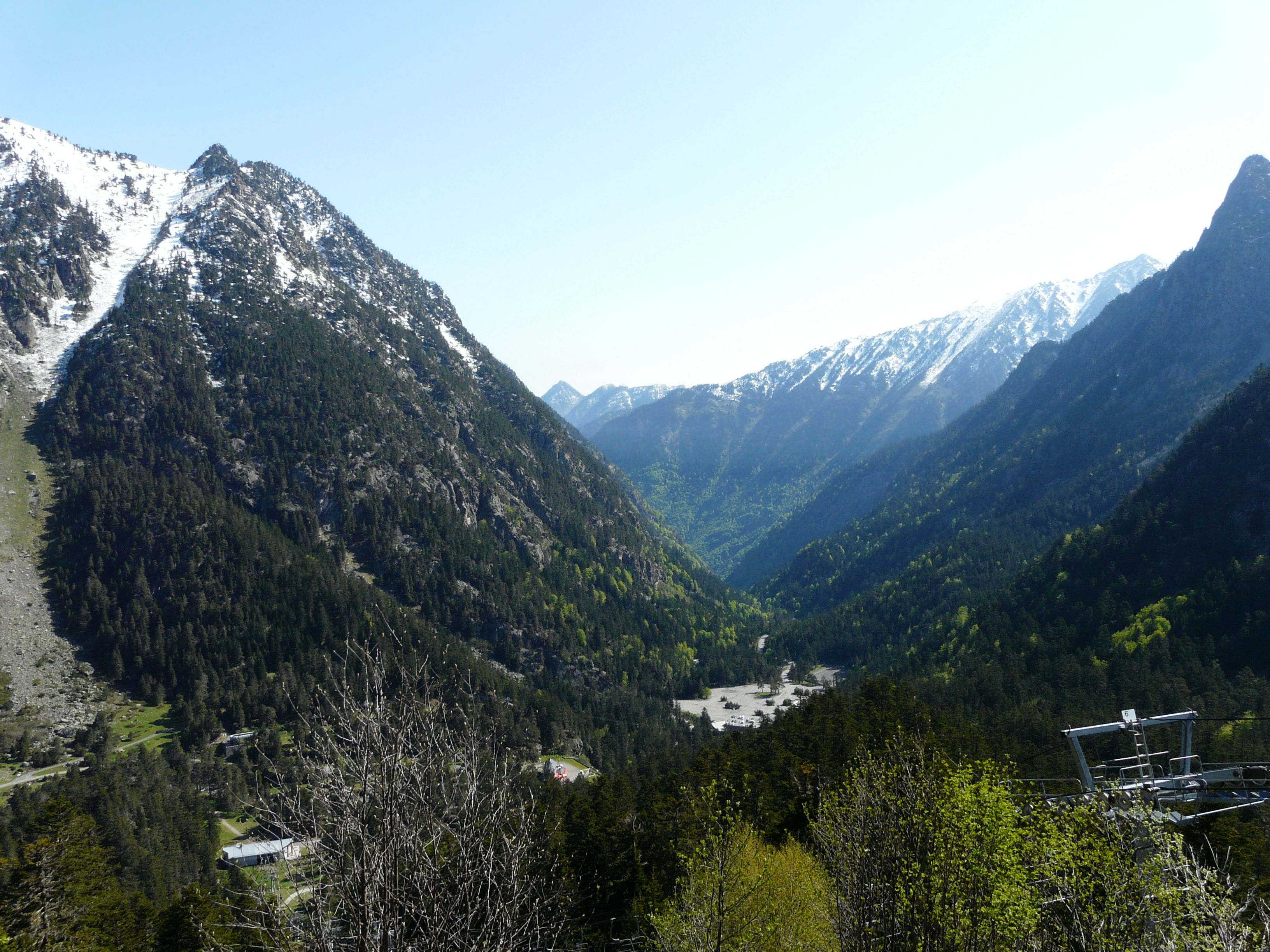
Le val de Jéret.
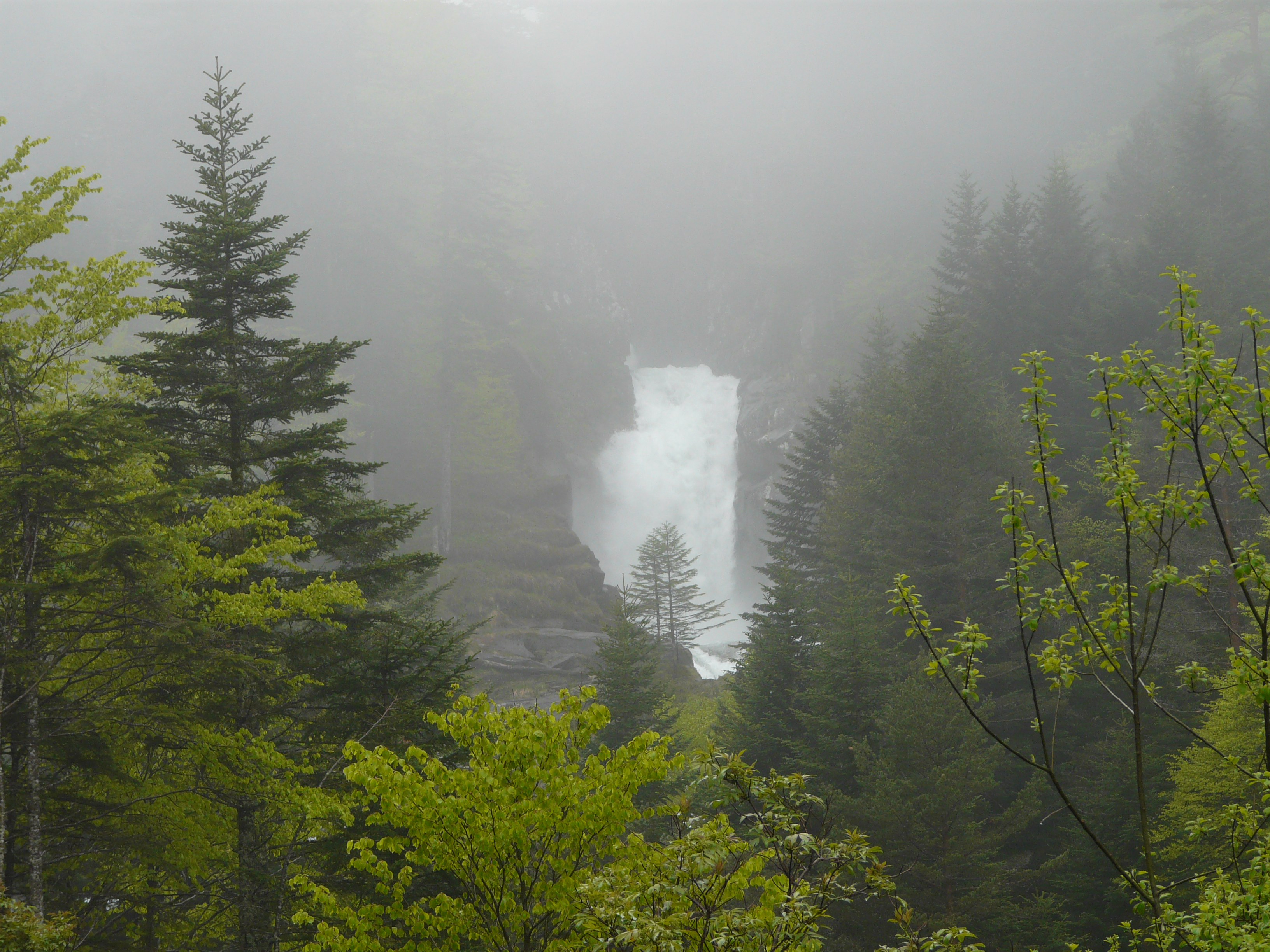
La cascade de Boussès.
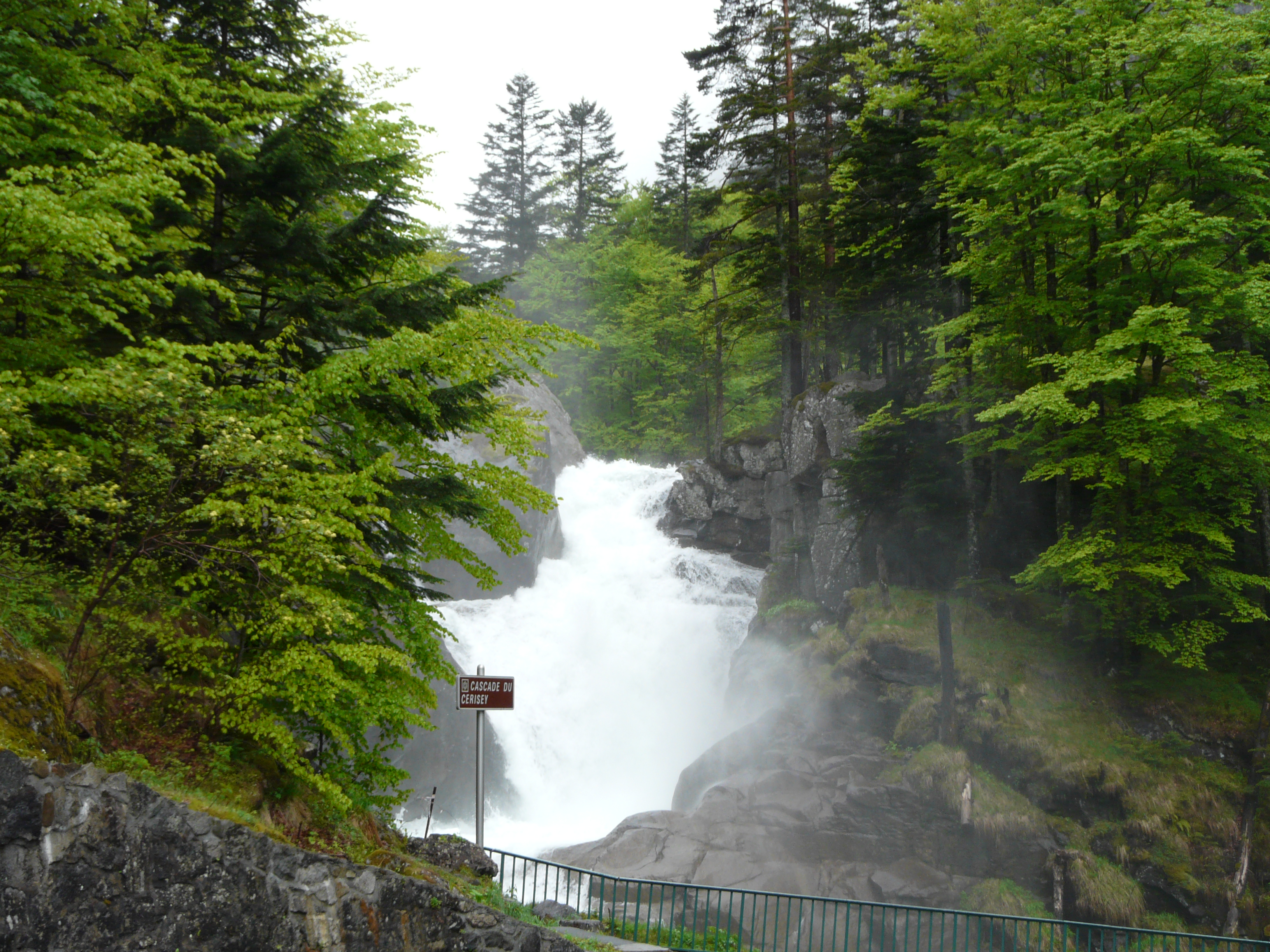
La cascade du Cerisey.
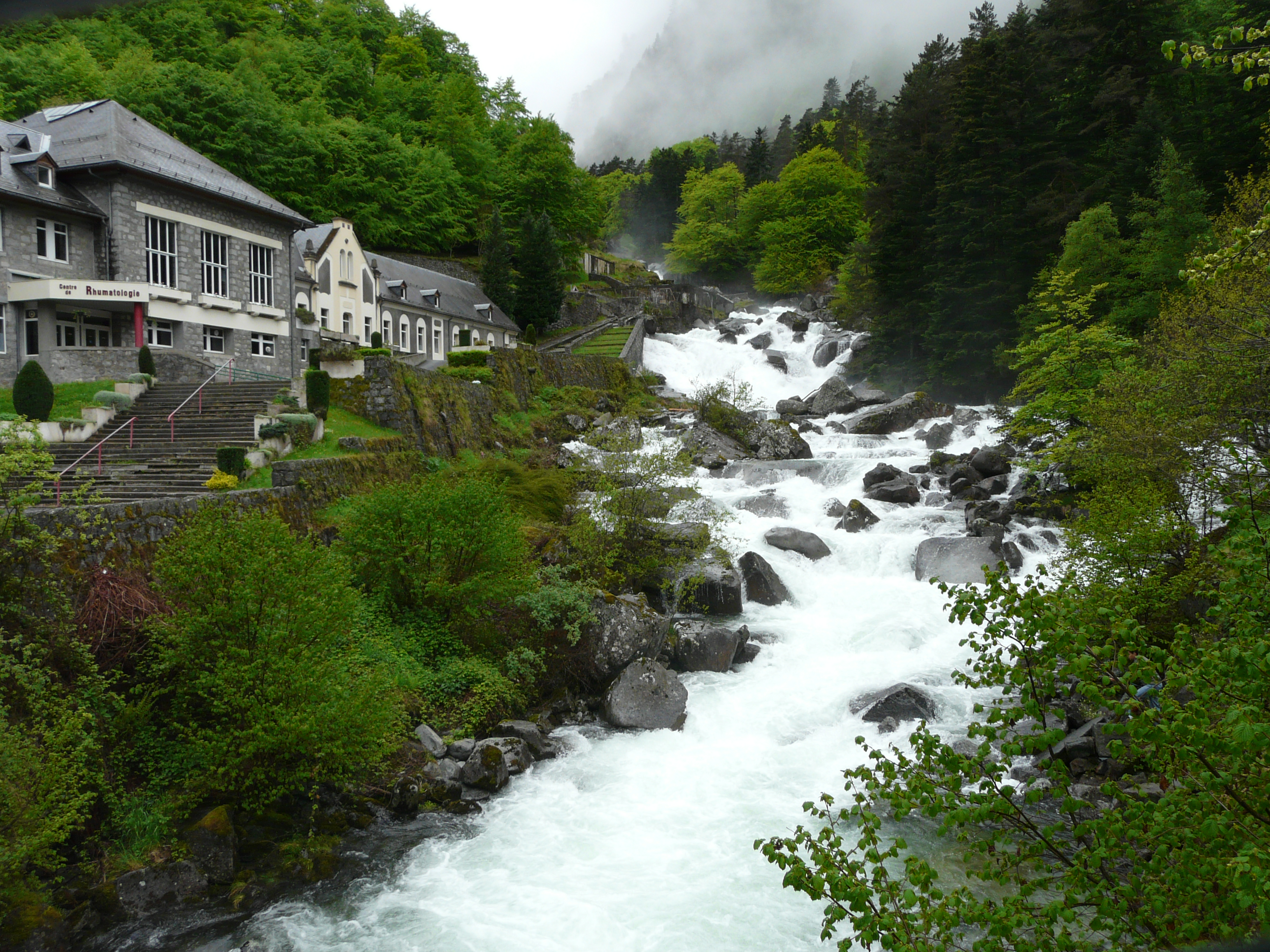
Le gave de Jéret devant les Thermes des Griffons à la Raillère.
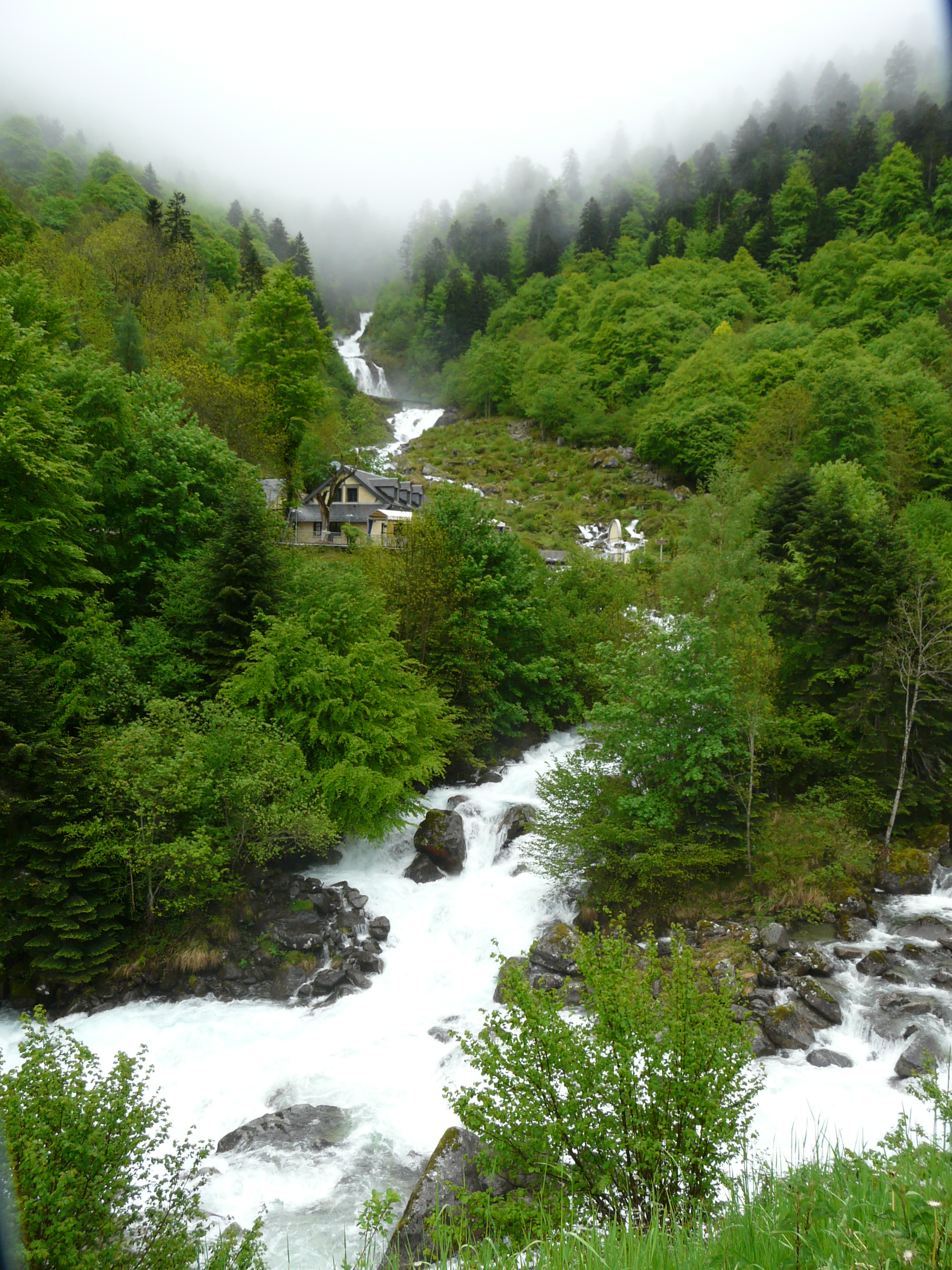
Venant de la droite, le gave de Jéret rejoint le gave de Lutour pour former le gave de Cauterets.

#### Vallée du Marcadau

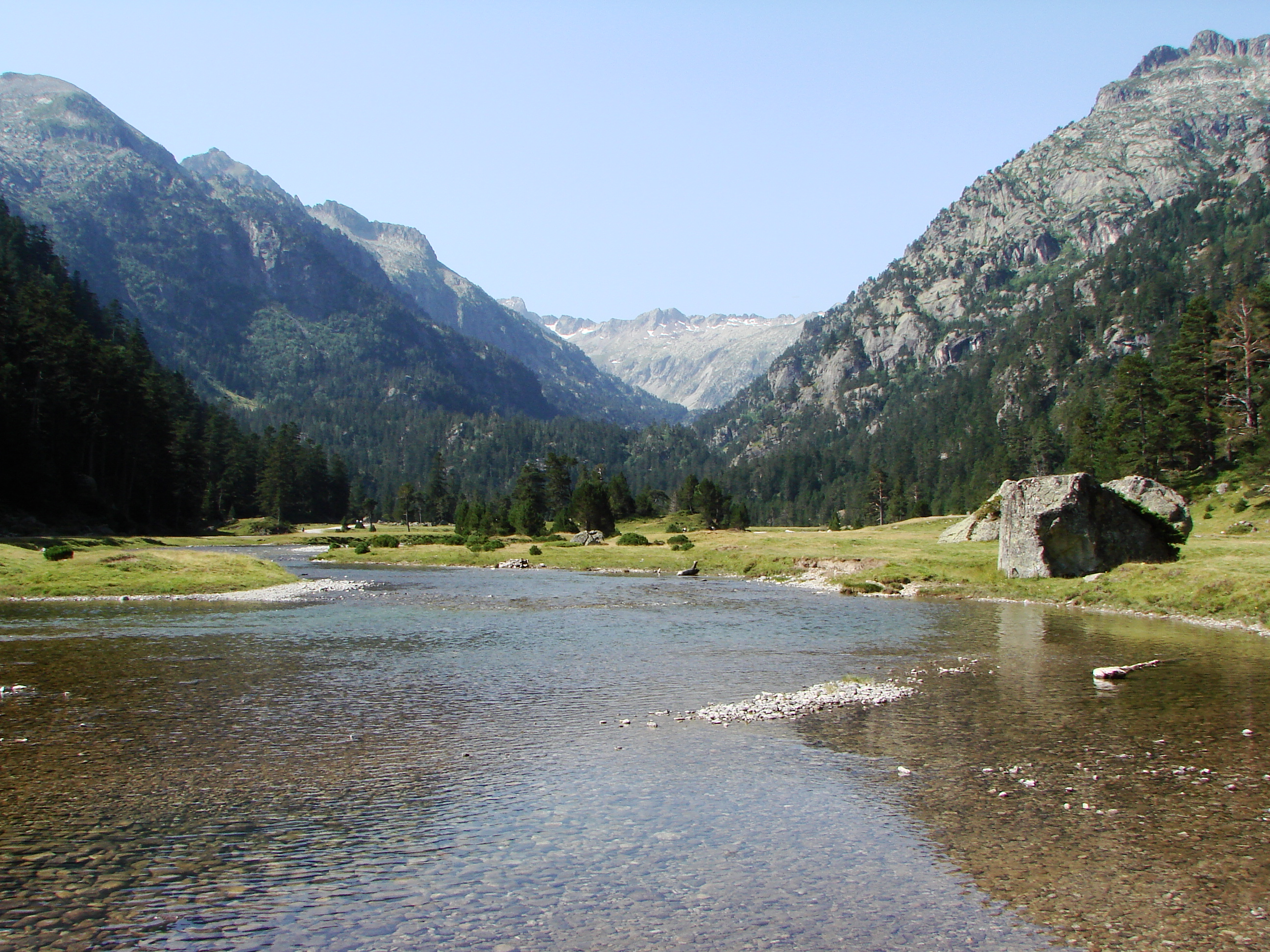
Gave du Marcadau en méandres avec faible déclivité.

Lieu de passage facile entre la France et l'Espagne, la vallée du Marcadau a longtemps abrité un « marché » entre les montagnards des deux pays, d'où son nom de marcadau (c'est-à-dire le marché).
Le pont d’Espagne compte parmi les sites les plus prisés du parc national des Pyrénées. En 2009, il est classé parmi les Grands Sites d'Occitanie. Un sentier balisé permet d’admirer depuis une passerelle le fameux pont d’Espagne, avec sa cascade.
Le plateau du Clot débouche sur l'immense plateau de Cayan qui relie le pont d'Espagne à la haute vallée du Marcadau, au pied du massif de la Cardinquère avec le pic ouest de la Cardinquère (2 509 m) ou vers la vallée de Pouey Trénous et ses petits laquets. À 1 865 m, le refuge Wallon est un lieu de repos, sur le plateau de Loubosso, pour les nombreux randonneurs vers les lacs ou sommets du fond de la vallée ; vers la vallée de Cambalès ou la haute vallée du Marcadau. À l'approche du refuge Wallon, la vallée d'Arratille s'ouvre vers le sud, vers le col et grand pic d'Arratille.
Le massif du pic Arraillous sépare la vallée entre celle de Cambalès et la haute vallée du Marcadau. Le pic de Cambalès (2 965 m) domine la vallée du même nom et de nombreux lacs. Au sud-ouest du massif du pic Arraillous, la haute-vallée du Marcadau est frontalière de l'Espagne par de nombreux sommets dont la Grande Fache (3 005 m). Le port du Marcadau permet de rejoindre les lacs de Pecico, en dessous du pic Falisse.
La vallée de Pouey Trénous mène à la brèche du Peyrot (2 650 m), au pic Isardières (2 650 m) et au pic Peyrot. Elle rejoint par cette brèche, la vallée de Gaube par le lac du Chabarrou.

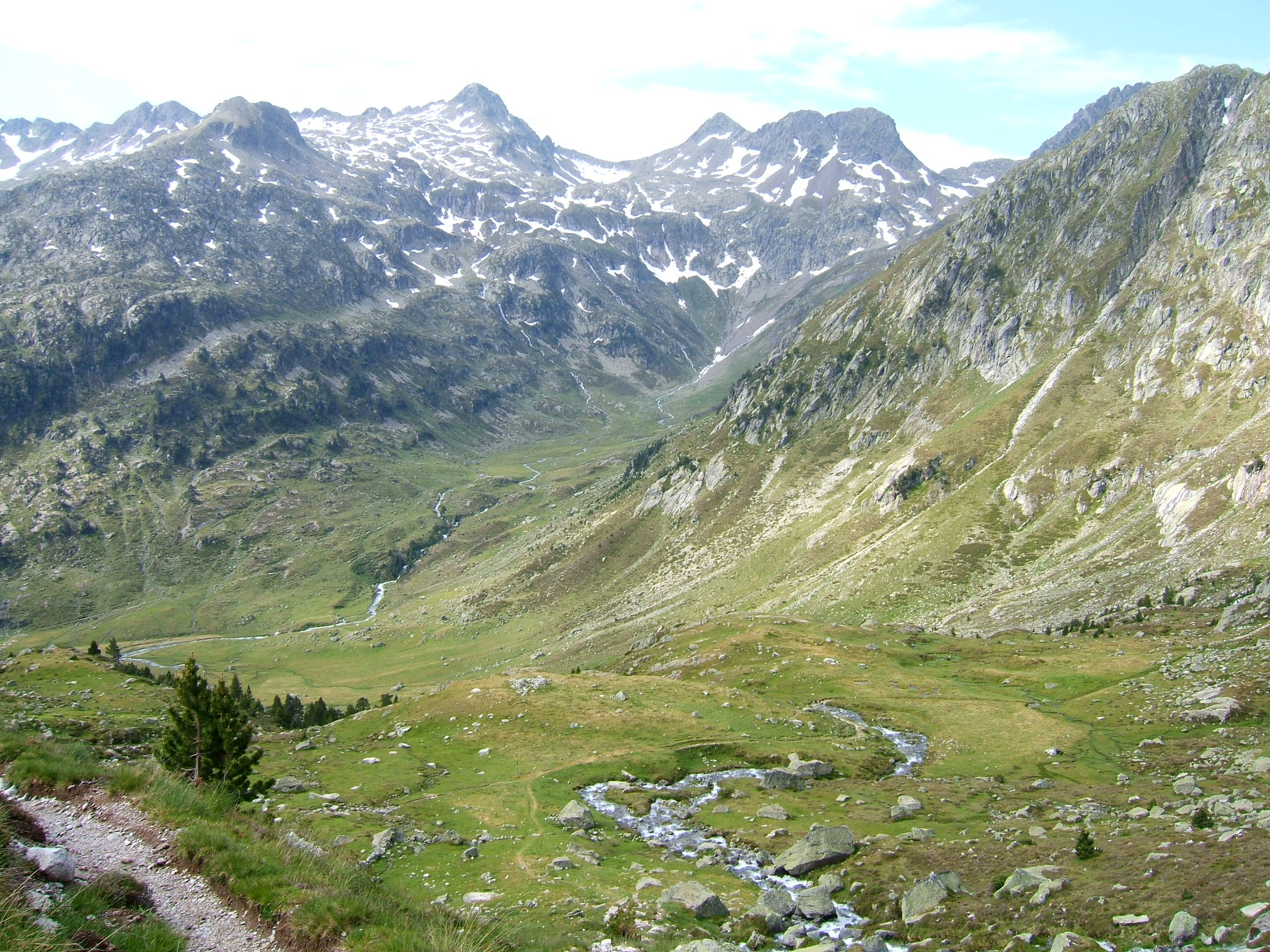
Au loin, le ruisseau du port de Marcadau.
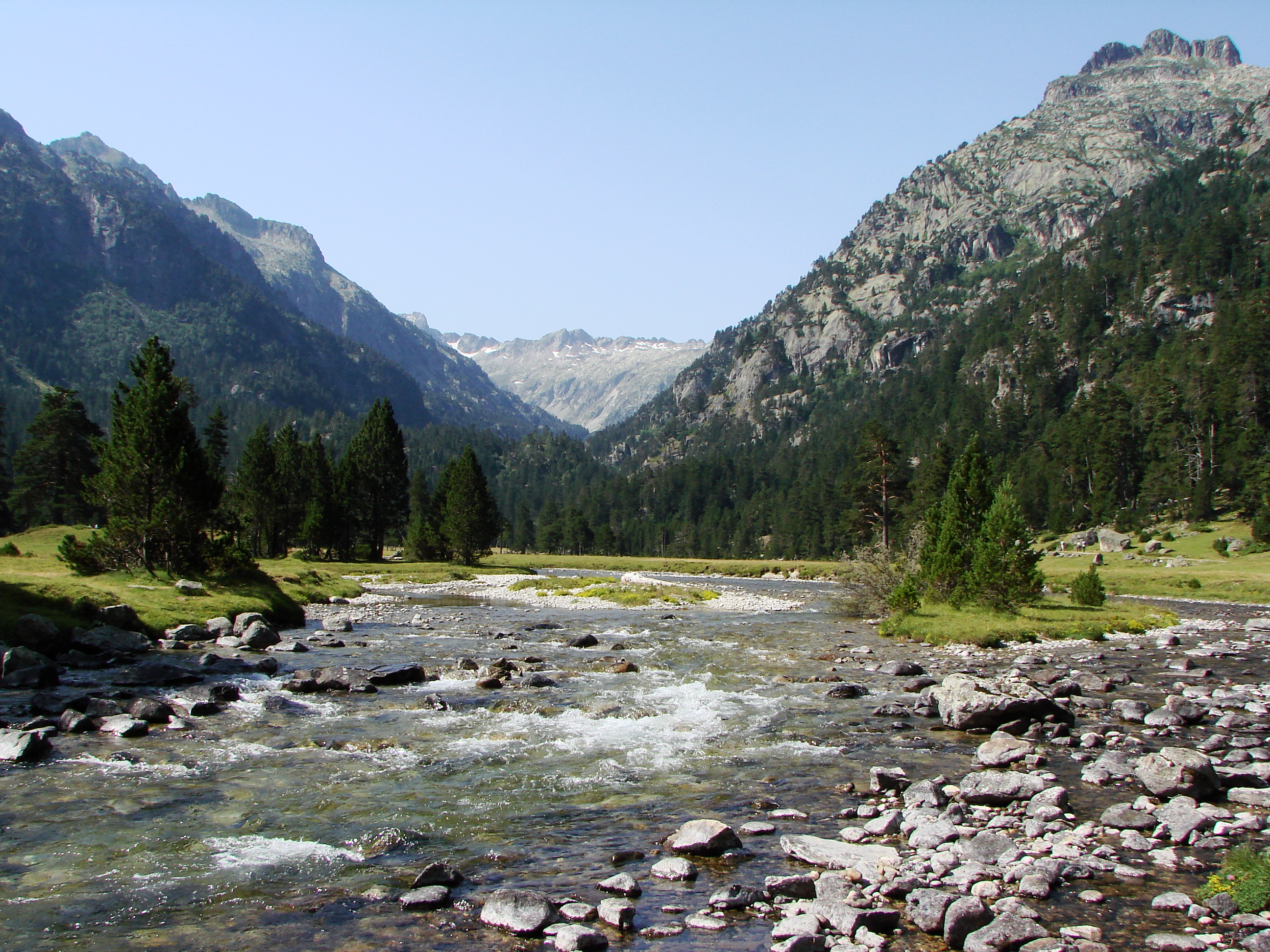
La vallée du Marcadau.
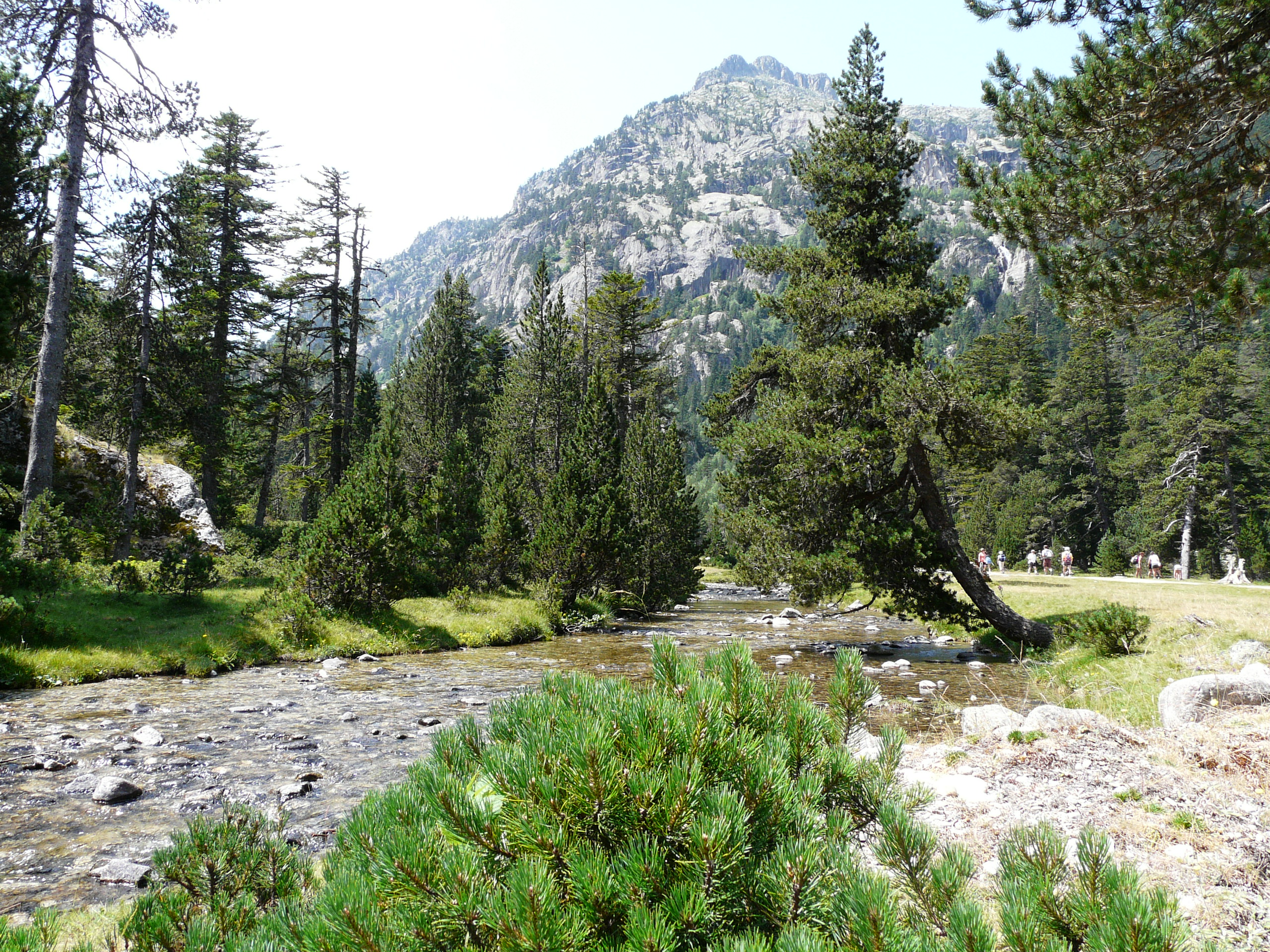
La vallée du Marcadau.
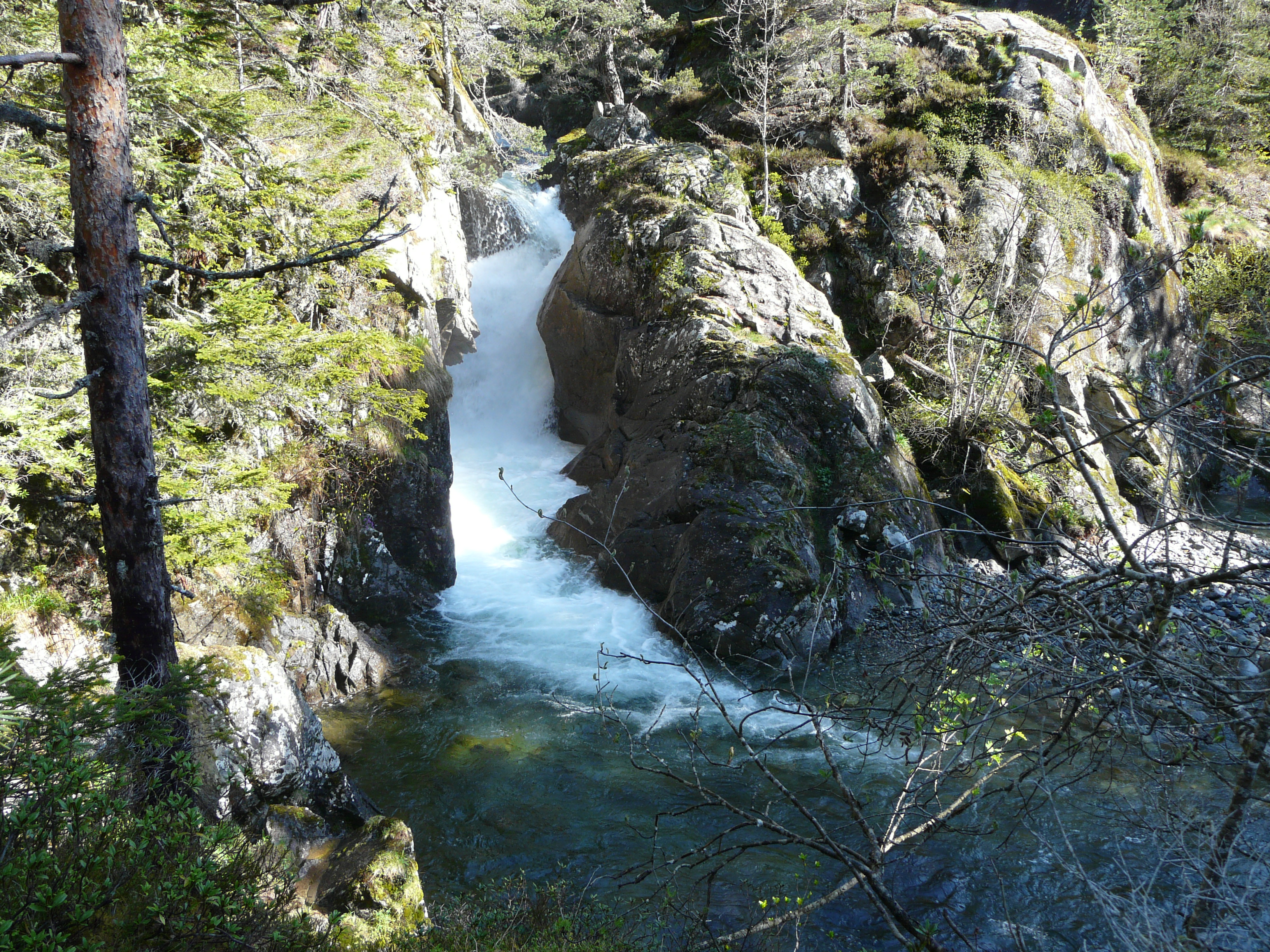
Une cascade en amont du pont d'Espagne.

#### Vallée de Gaube
Au départ du pont d'Espagne, cette vallée tout en longueur, mène vers les Oulettes du Vignemale et son glacier des Oulettes. Par la Hourquette d'Ossoue, elle permet de rejoindre les voies classiques du Petit Vignemale (3 032 m), de la pointe Chausenque et du grand Vignemale.
Elle est composée du lac de Gaube (1 725 m), remonte le gave des Oulettes pour rejoindre le plateau des Oulettes (2 050 m) puis le refuge des Oulettes de Gaube (2 151 m), en dessous du pic Arraillé (2 759 m), face à la face nord du massif du Vignemale.

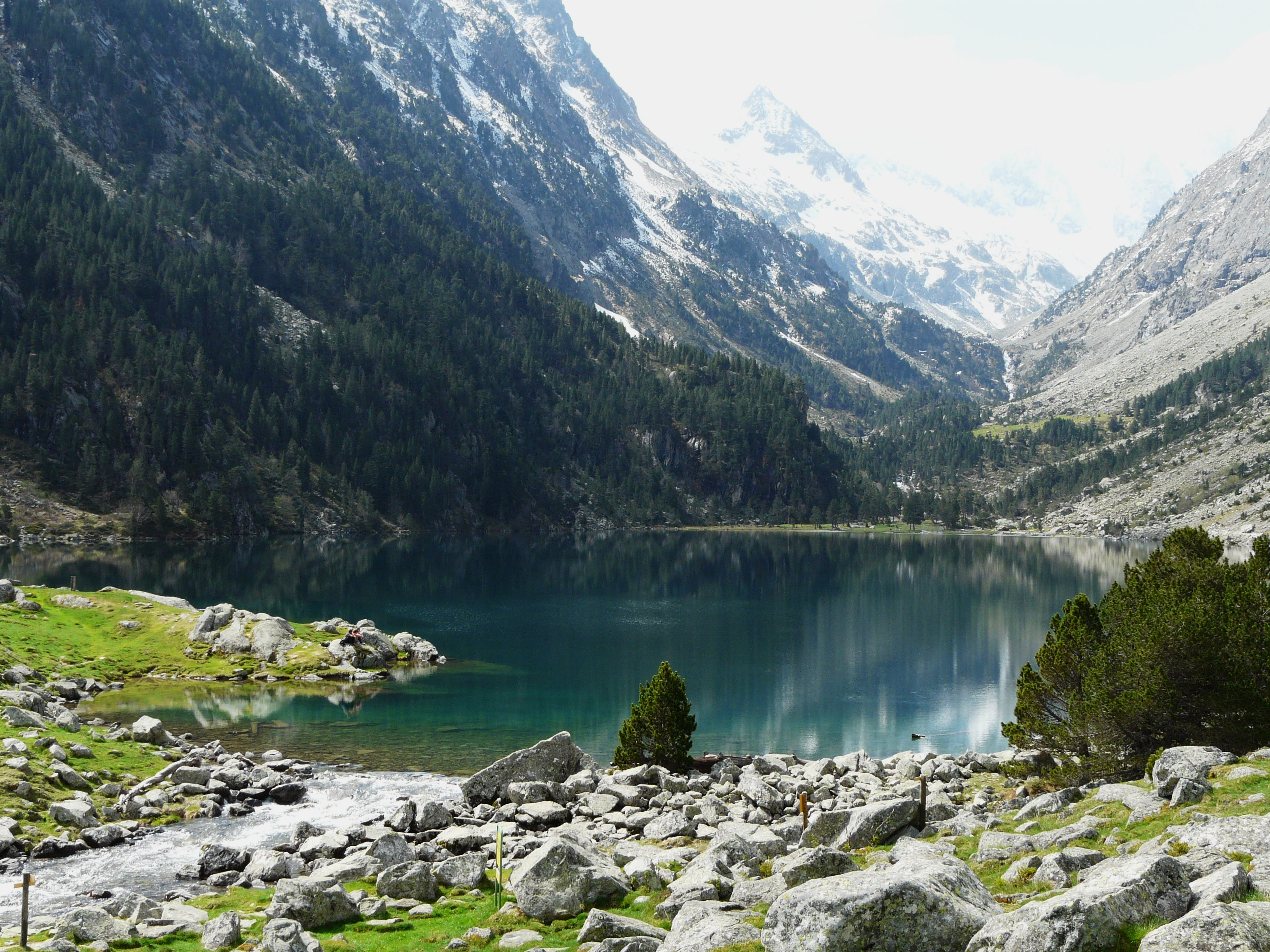
En bas à gauche, le gave de Gaube s'écoule depuis le lac de Gaube.
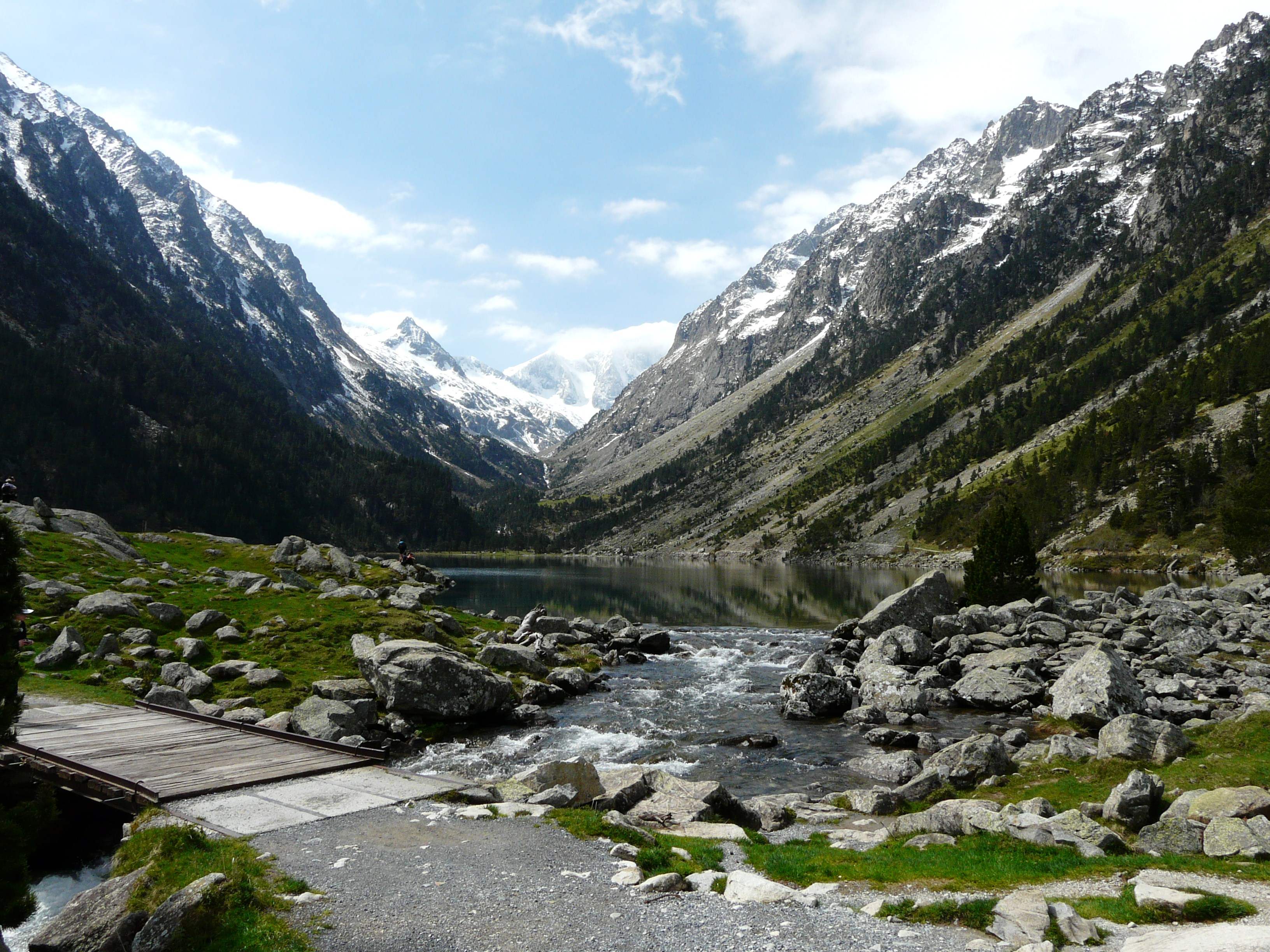
Le gave de Gaube s'écoule depuis le lac de Gaube.
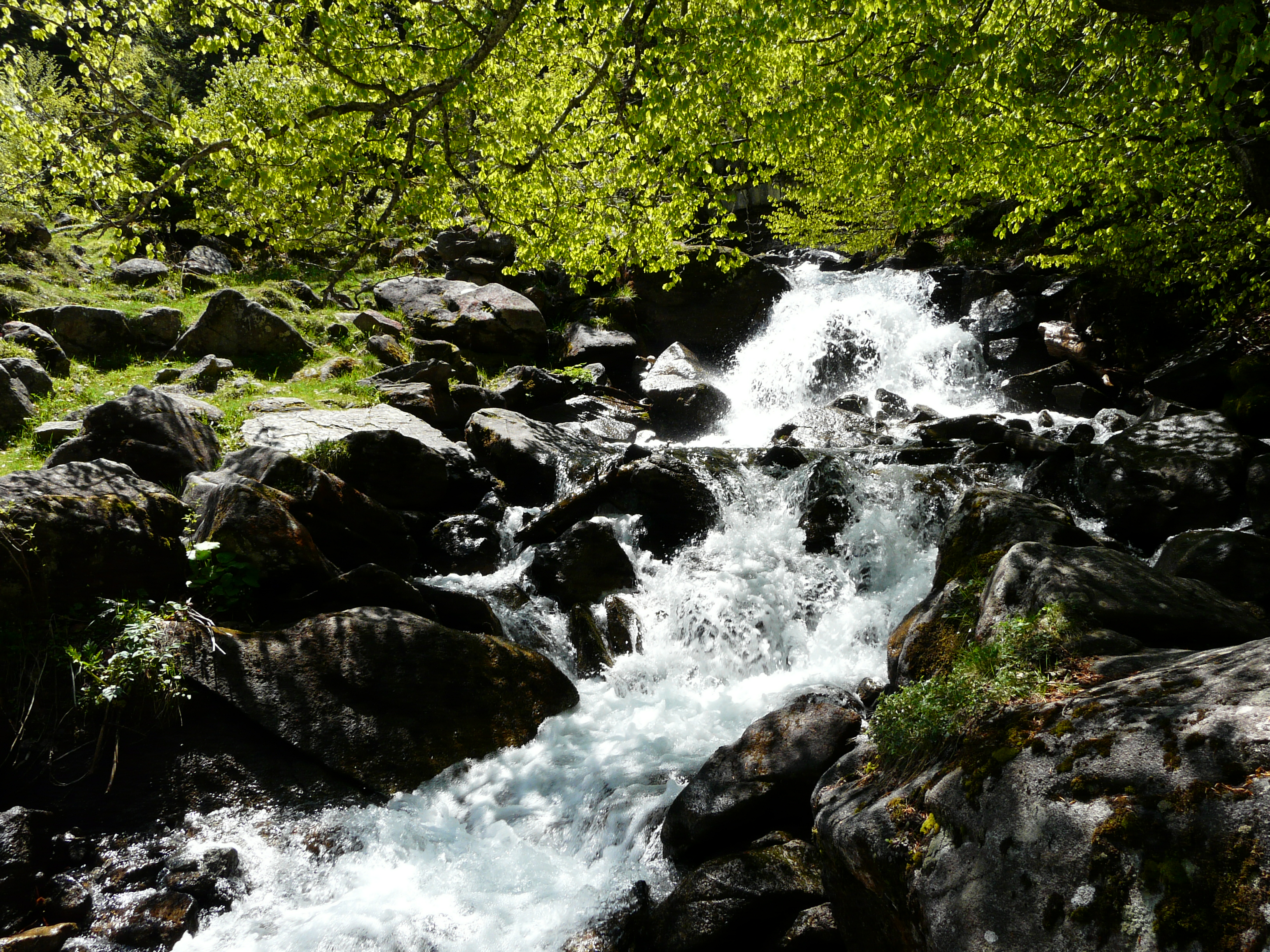
Petite cascade sur le bras oriental.
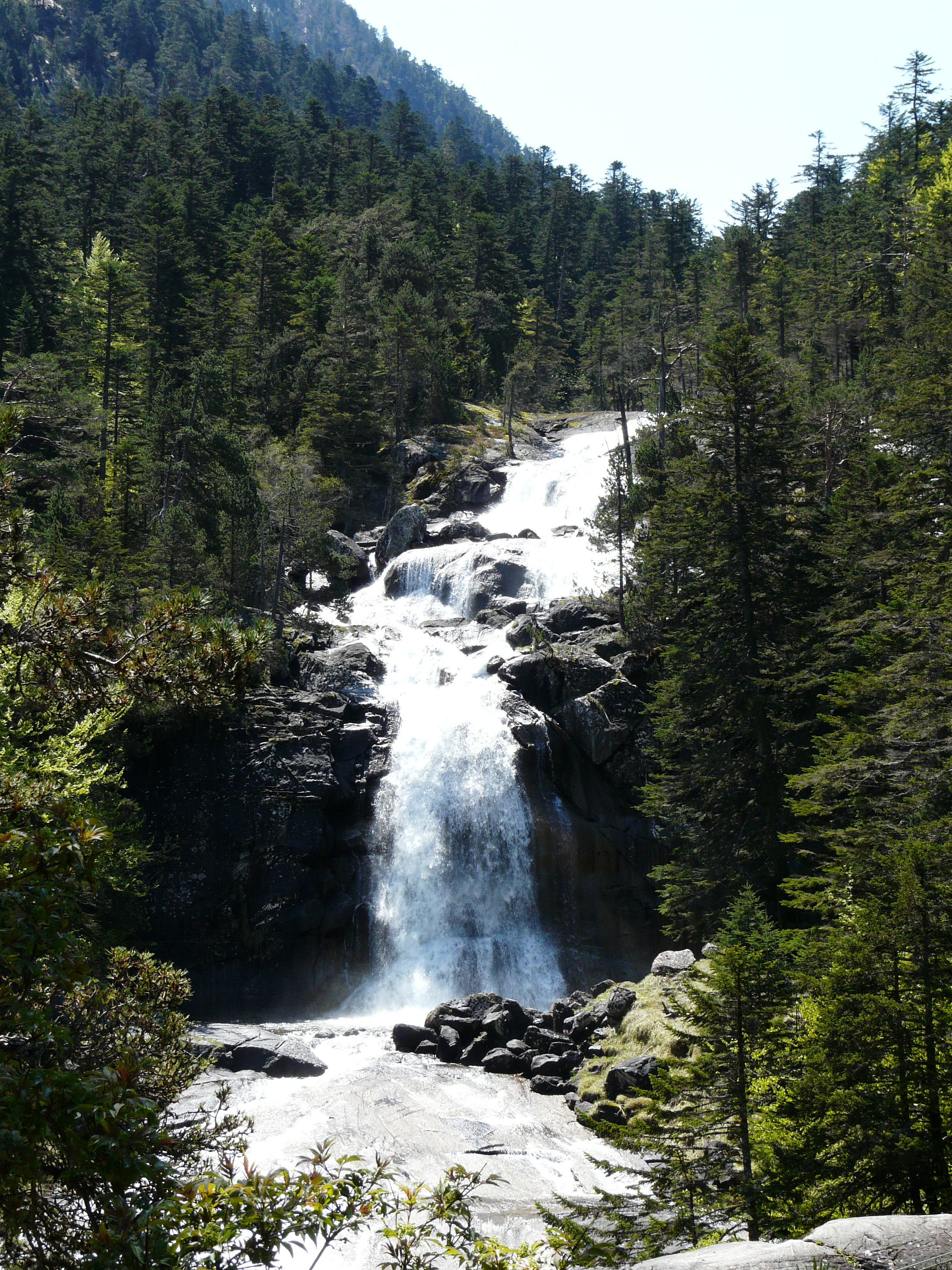
Cascade principale du pont d'Espagne sur le bras central.
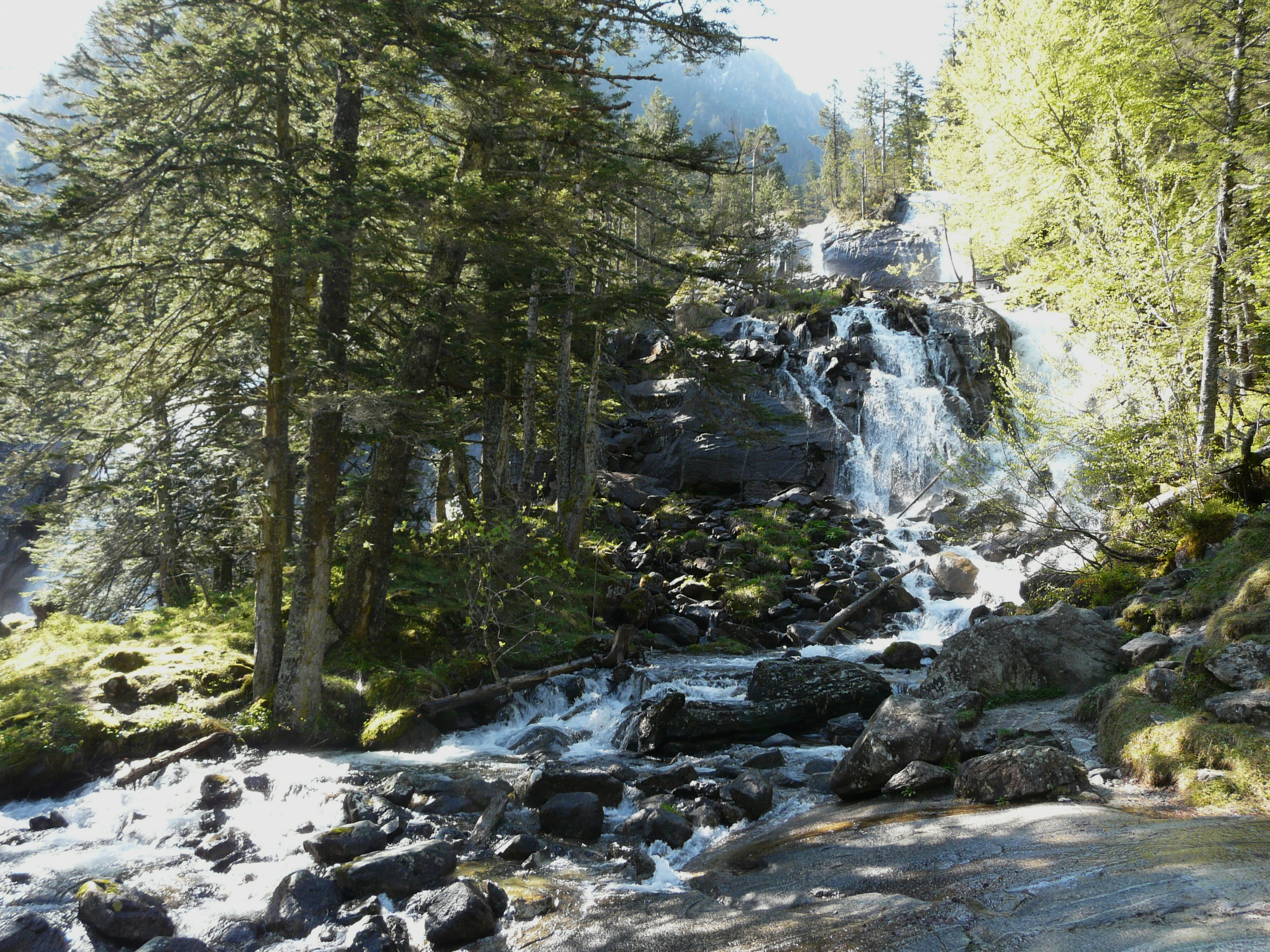
Cascade du Pont d'Espagne sur le bras occidental.

#### Vallée du Lutour
Démarrant de la Raillère et la cascade du Lutour, on rejoint par la route le parking de la Fruitière, ou par un sentier partant du village de Cauterets. On y trouve deux refuges : Russel et d'Estom. Cette longue vallée rejoint la vallée d'Ossoue par le col des Gentianes (2 729 m). Le pic d'Ardiden (2 988 m), le pic Mayouret, le pic de la Sède, le pic de Labas, le pic d'Estom Soubiran dominent cette longue vallée.

### Faune et flore
La flore protégée (zone incluse dans le parc national des Pyrénées) y trouve des conditions propices à son développement. On trouve de nombreuses espèces endémiques comme le Chardon bleu des Pyrénées, la Potentille fausse alchémille, la Campanula raineri, etc. Ce sont des plantes de l'étage subalpin en sol acide. Les pins à crochets sont nombreux dans les massifs.
La faune est surtout composée d'insectes comme des bourdons, des papillons, des fourmis, etc. On y croise des isards et autres marmottes.

### Géologie
La vallée de Cauterets fait partie du bassin du Gave de Pau. Les formations métamorphiques et le socle primaire (schistes ou granite) sont nombreux dans les massifs.
Les filons et des mines de minerais sont connus depuis l'Antiquité, surtout de plomb argentifère, dans la vallée, même si la plupart ne sont plus exploités. Les premières mines appartiendront au Moyen Âge à l’abbaye de Saint-Savin. Leur emplacement exact est inconnu, mais on suppose qu’elles se trouvaient du côté de Pierrefitte.
À Vieille-Mine (commune de Cauterets) ; une concession, concédée autour d'un filon de différents minerais (sphalérite, galène, chalcopyrite, magnétite, pyrrhotite et arsénopyrite), est présente (amas stratiformes et filoniens). Le gisement est situé à 1 200-1 300 mètres d'altitude ; sa production a été de 2 000 000 tonnes à 8 % de plomb et de zinc. La mine comportait plusieurs galeries avec des entrées différentes ; elle a été mise en sécurité en 2005.
À Couledous (commune de Cauterets) ; ancienne mine située vers 1 340 mètres d'altitude, composée d’amas stratiformes (sphalérite, galène, ilménite, chalcopyrite, magnétite et quartz). Sa production a été de 25 000 tonnes de minerai à 8 % de plomb et de zinc. Elle possédait plusieurs entrées de galeries.
À Meyabat de Soulom (commune de Cauterets) : cette mine était connue sous le nom d'ancienne mine de cuivre du pic de Soulom (amas filoniens encaissés dans des rhyolites). On y exploitait pyrrhotite, chalcopyrite et cuivre natif.
À  Batz ou Bats, située à 500 mètres d’altitude, un filon franc à travers les calcaires et les amas de contact  possédait aussi plusieurs entrées de galeries. On y exploitait sphalérite et galène.

### Hydrographie

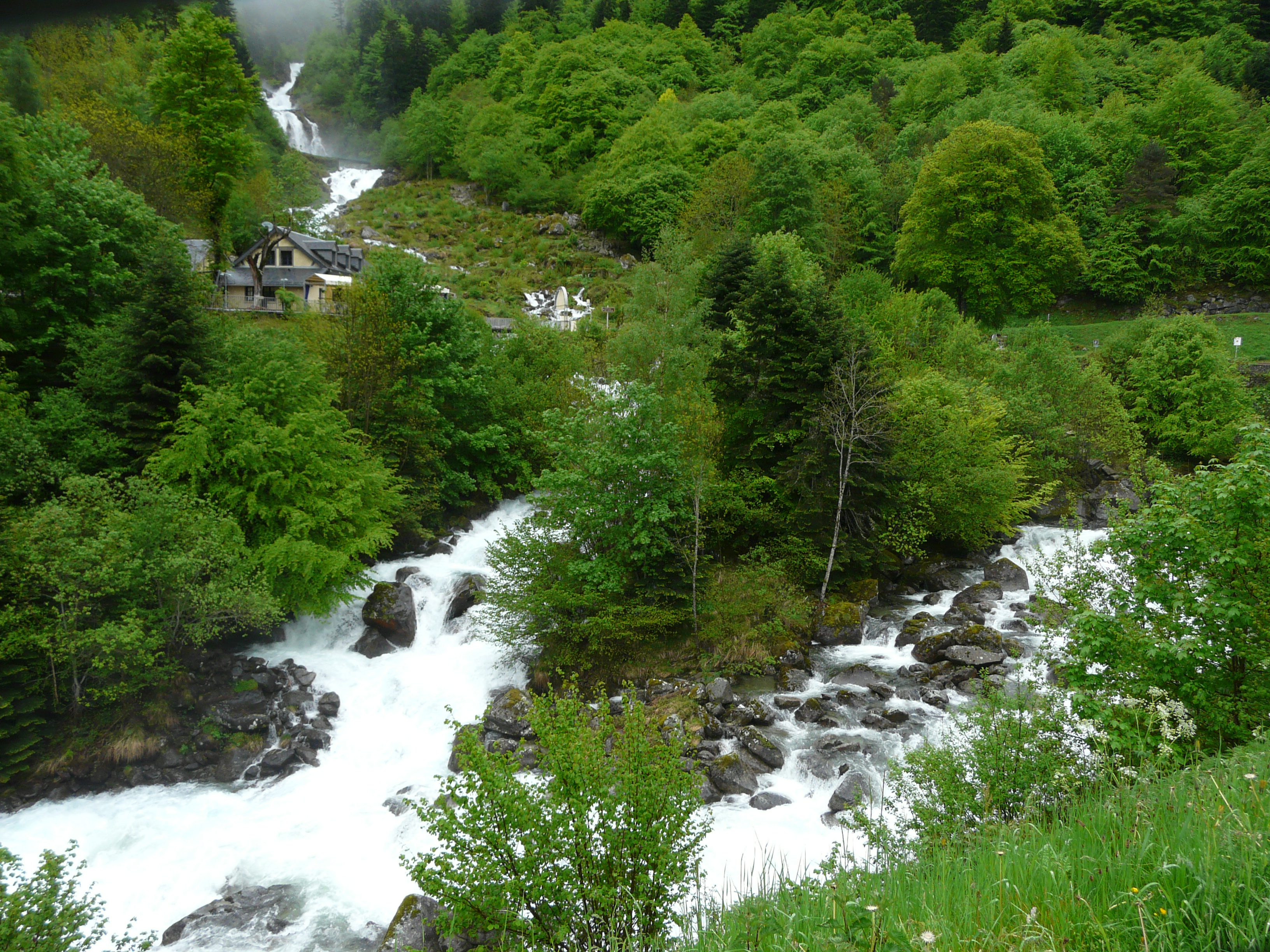
La réunion du gave de Lutour (en face) et du gave de Jéret (venant de la droite) à la Raillère.

Son système hydrographique se compose d’une vallée principale qui se divise en amont en quatre vallées secondaires : les vallées du Cambasque, du Marcadau, de Gaube et de Lutour.

#### Bassin versant du Cambasque
Dans la vallée d'Ilhéou, le ruisseau qui descend de ces lacs est appelé gave d'Ilhéou. De nombreux ruisseaux coulent dans le cirque du Lys et rejoignent le gave d'Ilhéou sur le Plaa des Artigues, au Courbet, où se situent un parking et une télécabine pour la station de ski.

#### Bassin versant du Marcadau
Le gave du Marcadau descend depuis le haut de la vallée du même nom et ses affluents encadrent le massif de la Cardinquère. Le lac Nère (2 309 m), le lac de Bassia, le lac du Pourtet (2 420 m) et les lacs d'Embarrat (supérieur : 2 139 m) et (inférieur : 2 078 m) grossissent les flots du gave et se rejoignent au sud du plateau de Cayan. Dans la vallée de Cambalès, les nombreux lacs et laquets de Cambalès et le lac d'Opale (entre 2 287 m et 2 492 m) irriguent le gave du Marcadau. Dans la haute vallée du Marcadau, les lacs de la Fache sont une des sources du gave du Marcadau ainsi que la source de Hount Frido (2 330 m). À l'est du port de Marcadau, se trouvent les lacs de Pecico (2 478 m). La vallée d'Arratille constitue une autre composante du bassin hydrographique du Marcadau, avec le gave d' Arratille passant par le lac d'Arratille (2 247 m), celui de la Badète (2 347 m) et le lac du col d'Arratille (2 501 m).
Sur le plateau de Cayan, le gave fait de nombreux méandres dans cet espace peu pentu où des tourbières se sont formées.

#### Bassin versant de Gaube
Dans la vallée de Gaube, le lac de Gaube est le plus important. On trouve aussi le lac du Chabarrou, sur le versant ouest de la vallée. Le gave des Oulettes de Gaube descend la vallée, depuis le glacier des Oulettes, par plusieurs cascades. En dessous du pic Arraillé (2 759 m), les laquets d'Estibe Aute se situent à 2 530 m d'altitude. La source du pic Méya et le lac Méya se situent à l'aplomb du lac de Gaube sur son versant est, sous le pic Mayouret (2 688 m). On trouve aussi de petits lacs dans la vallée de Pouey Trénous qui rejoignent le ruisseau de Pouey Trénous qui se jette dans le gave du Marcadau.

#### Bassin versant du Lutour
La vallée du Lutour, avec son gave, complète le réseau hydrographique de la vallée de Cauterets. De nombreux lacs d'altitude (lacs d'Estom Soubiran, lac glacé, lac des Oulettes, lac de Labas) créent le ruisseau d'Estom qui se jette dans le lac du même nom avant de devenir le gave du Lutour.

## Histoire

### Préhistoire et Antiquité
On a trouvé des vestiges préhistoriques dans la haute vallée d'Ilhéou (une hache polie) et dans celle du Marcadau (hache en schiste noir). Les vestiges protohistoriques sont nombreux aussi : onze cromlechs, quatre tumulus-cromlechs, six tumulus simples et cinq dolmens. Les cromlechs sont plutôt situés dans la vallée du Marcadau et quelques plas et pâturages.
On a peu de traces de la période qui précède la conquête romaine. De l'époque gallo-romaine, on a retrouvé des vestiges d'utilisation thermale des eaux de Cauterets telle qu'une piscine. Sur le balcon de Saint-Savin, un castrum fut édifié ainsi que la villa Palatium Aemilianum. La villa Bencer était situé sur l'emplacement actuel du bourg de Cauterets.

### Moyen Âge
Sabinus, un moine, au VIIIe siècle ou au IXe siècle, vient vivre en ermite dans la vallée. Futur saint Savin, ses miracles et sa canonisation font venir nombre de pèlerins dans la vallée. Une abbaye est construite autour de son ermitage ; elle possède l'hôpital de Cauterès, nommé ainsi dans une bulle papale du XIIe siècle ainsi que des territoires donnés par divers seigneurs comme Charlemagne et le Comte de Bigorre.
L'abbaye fut pillée et détruite par les Normands.
Bernard III, abbé de Saint-Savin, de 1059 à 1078, fait aménager une piscine dénommée « bain d'en-haut ». Des cabanes d'habitations se groupèrent autour de ce bassin ; c'est le début du village de Cauterets (Caouteres).
Au XIIe siècle, un conflit opposa les habitants du Lavedan et ceux de la vallée d'Aspé pour un vol de bestiaux ; la conséquence fut la mort de plusieurs Aspois. L'évêque de Comminges, Bertrand excommunia les Bigourdans qui se repentirent et furent condamnés à payer à perpétuité et annuellement une amende le jour de la St-Michel dans l'église de Saint-Savin. Elle fut régulièrement payée jusqu'en 1789 : elle s'appelait le Tribut des Médailles.
Il existait alors trois bains autour des différentes sources d'eau chaude et on comptait 20 feux dans le village.
Le port du Marcadau fut un haut lieu du pastoralisme pyrénéen avec tous les contentieux entre bergers des différentes vallées que cela implique. La pierre de Loubosso (1 940 m), sur le plateau du même nom, proche du refuge Wallon, était un lieu de regroupement des différents troupeaux et des « lies et passeries » (conventions) permettaient de fixer le bon usage des estives entre les différents usagers. Les propriétaires profitaient de ce lieu assez plat pour acheter ou vendre du bétail.
Gaston Fébus est venu soigné sa surdité à Cauterets en 1380.

### Période moderne
Marguerite de Navarre et Henri IV sont venus aux bains de Cauterets. Au XVIe siècle, l'abbaye de Saint-Savin perd de son prestige et se délabre par manque d'entretien. Pendant les guerres de Religion, le thermalisme s'arrête à la suite des guerres contre l'Espagne et des destructions.
La construction de routes carrossables au XVIIIe siècle jusqu'à la Raillère aide au développement de la vallée; la raillère devient la source à la mode grâce à des éditions de livres sur les sources de Cauterets.
Des pistes forestières sont créées vers le Lutour et le Marcadau : l'exploitation forestière se développe.
Au XVIIIe siècle, le marquis de Gestas essaya d’exploiter les mines de la vallée de Cauterets (Meyabat de Soulom, Batz/Bats et Uz), mais il renonça rapidement à son entreprise.
À la fin du XVIIIe siècle, l'établissement thermal Bruzaud est construit.

### Période contemporaine
La vogue du thermalisme au XIXe siècle fait venir de nombreuses personnalités dont des membres de la famille Bonaparte. Sa sœur, Hortense de Beauharnais, reine de Hollande, fille de l'Impératrice Joséphine et épouse de Louis Bonaparte, Roi de Hollande séjourne à Cauterets du 18 juin au 10 août 1807. Le 25 juillet 1807, la Reine accompagnée des guides Clément, Lacrampe et Martin, fait la traversée Cauterets - Gavarnie par la Hourquette d'Ossoue. En 1822, Vincent Chausenque, réalisa la première  ascension de la pointe qui désormais porte son nom, à 3 205 mètres d'altitude. Le pyrénéisme se développe tandis que de nombreuses personnalités viennent dans la vallée dont, parmi de nombreux aristocrates et artistes, Victor Hugo. Le comte Henry Russel et d'autres célèbres alpinistes viennent réaliser de nombreuses ascensions dans la vallée. Le 8 septembre 1859, Napoléon III et l'Impératrice Eugénie visitent Cauterets.

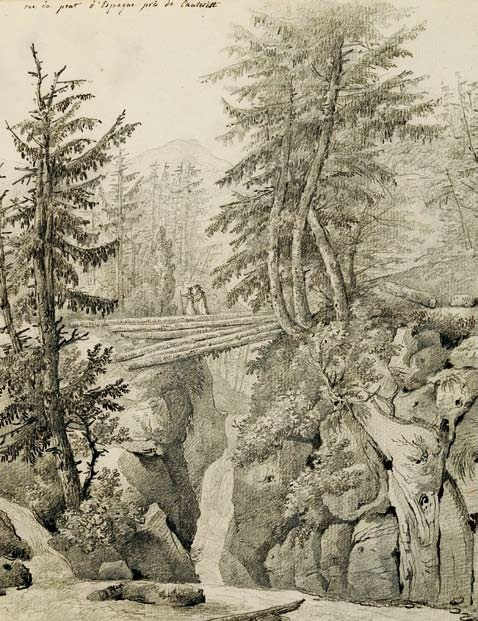
Hortense de Beauharnais, Vue du pont d'Espagne près de Cauterets, 1807, Musée Paul-Dupuy, Toulouse.

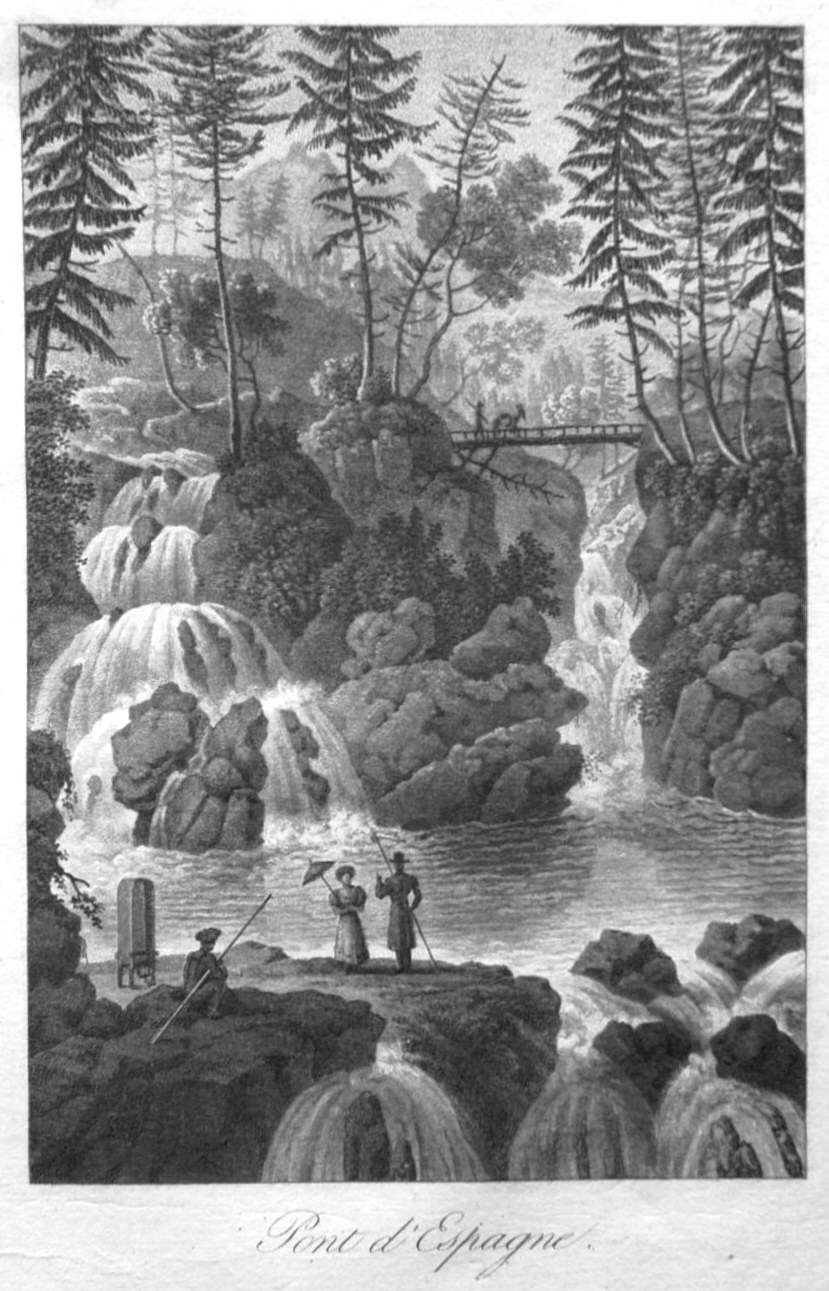
Gravure de A.-M. Perrot, 1834

La Raillère est construite en pierre entre 1818 et 1828.
À la fin du XIXe siècle, d'immenses travaux de reboisement du Péguère, organisés par Prosper Demontzey, inspecteur général des Eaux et Forêts, furent présentés  lors de l'exposition universelle de 1889. En direction de la Raillère, une plaque salue le travailleur du « reboiseur du Péguère ». Le pont d'Espagne est construit en 1886 et l'hôtellerie qui le longe en 1899. Les infrastructures de transport se développent fortement, notamment la ligne de chemin de fer entre Lourdes et Pierrefitte  qui ouvre en 1871, puis une ligne électrique Pierrefitte-Cauterets en 1899, et un tramway Cauterets-la Raillère  mis en service le 2 aout 1897.

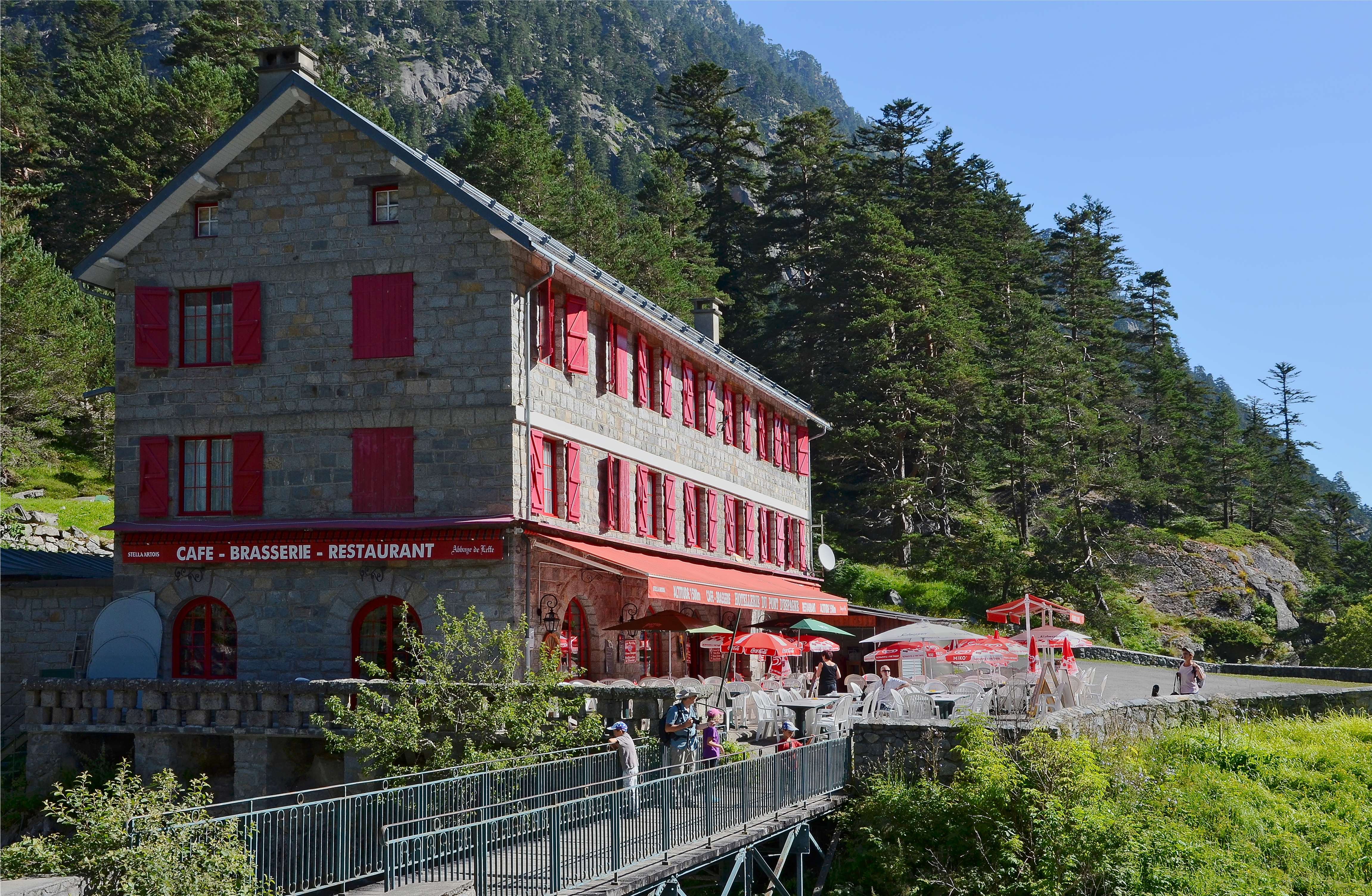
Le restaurant près du pont d'Espagne

Au début du XXe siècle, Louis Falisse est l'un des pionniers du ski dans les Pyrénées. Avec Henri Sallenave et Louis Robach, il réalise les premières ascensions du Vignemale et de l'Aneto en ski. Le pic Falisse (2 765 m), proche de la Grande Fache lui rend hommage. Le ski-club de Cauterets est créé en 1907. En 1910, le championnat de France de ski est organisé aux Eaux-Bonnes et à Cauterets. En 1918, l'un des premiers gardiens du refuge Wallon était Pantet ; le pic R.-Pantet (2 867 m) porte son nom.
En 1937, l'idée d'un téléphérique pour développer le ski est lancée mais remise à plus tard à cause de la Seconde Guerre mondiale.
Dans les années 1950, lors de la construction de nombreux barrages hydroélectriques, Cauterets refusa l'implantation de  plusieurs barrages hydroélectriques au pont d'Espagne. En 1967, la vallée entre dans le parc national des Pyrénées. Entre 1960 et 1980, de grandes infrastructures font rentrer la vallée dans une société de loisirs et de tourisme : télésiège au lac de Gaube, construction du téléphérique du Lys, télécabine du Courbet (1976), route du Cambasque (1977), construction du refuge des Oulettes de Gaube, de la piste d'Ilhéou, etc.
Au printemps 2013, une grande inondation a détruit une partie des constructions du village et de la D 920 ; ainsi que la Voie verte qui descend jusqu'à Pierrefitte.

## Économie
Depuis la création des premiers bains au Moyen Âge, la vallée de Cauterets et ses habitants travaillent essentiellement autour du thermalisme. Cependant, la forêt et les estives amènent une activité primaire autour du bois et de l'élevage ovin et bovin, traditionnelle des montagnes. L'essor des sports d'hiver et des loisirs au XXe siècle a amené aussi d'autres activités dans la vallée.

### Sport d'hiver
Le cirque du Lys (1 730 m à 2 450 m) fait partie des domaines les mieux enneigés de la chaîne pyrénéenne. Il offre 36 kilomètres de pistes (2 noires, 7 rouges, 7 bleues et 5 vertes). grâce à une télécabine récente (2005), la montée entre le village de Cauterets et le domaine du Lys s'effectue en 12 minutes seulement.

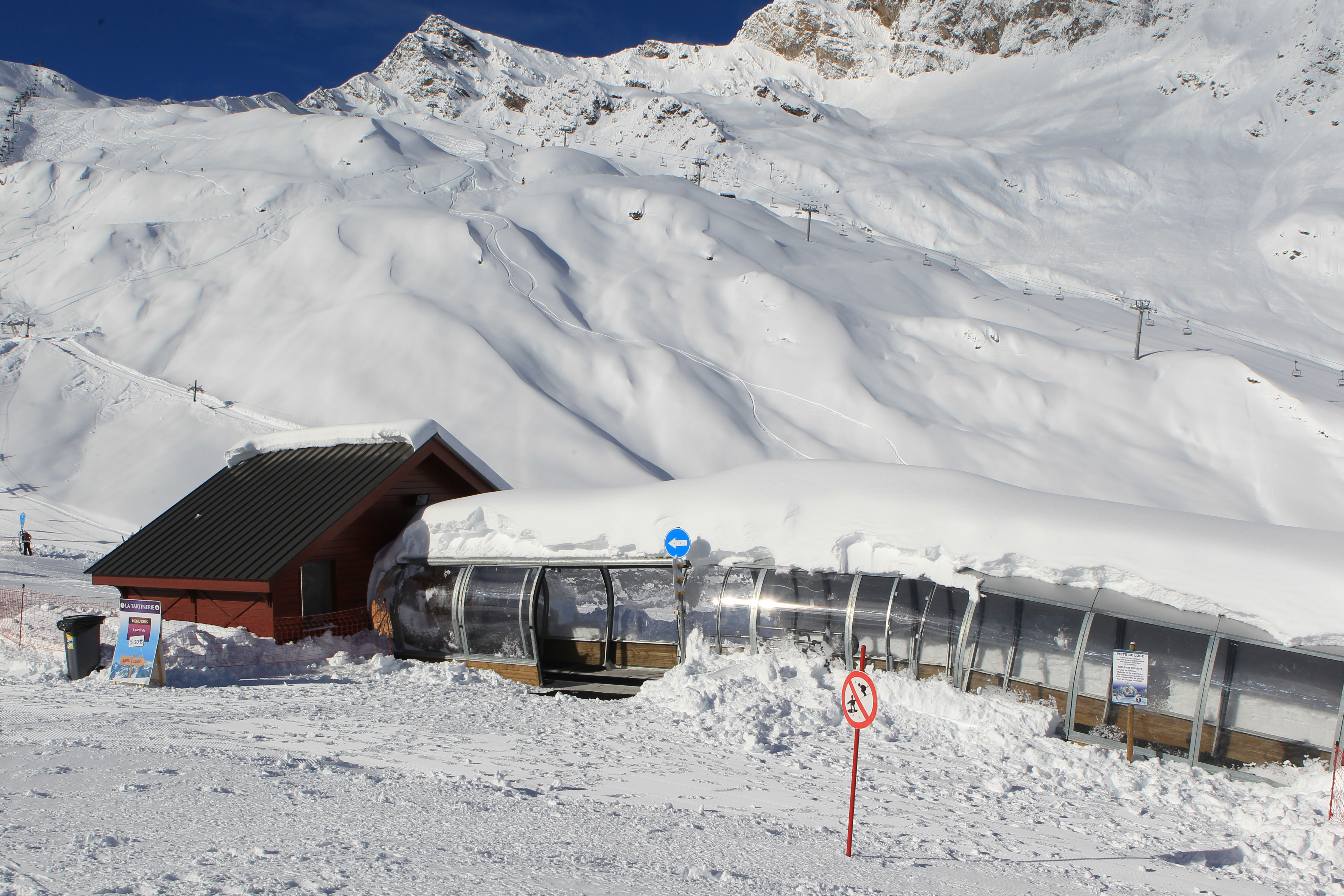
Tapis roulant Funbelt pour skieurs

Le pont d'Espagne est consacré au ski de fond, ski alpin pour débutants, aux raquettes et à la luge : 36,5 km de pistes de ski de fond (5 circuits), 6 km de sentiers balisés pour piétons et raquettes, 4 pistes de ski alpin (1 rouge, 1 bleue et 2 vertes), une piste de luge.
Des courses sur glace s'organisent aussi vers le massif du Vignemale entre autres.

### Période estivale
Autrefois, une course au grand Vignemale partait de Cauterets en remontant la vallée de Gaube, montant le glacier d'Ossoue et redescendant par la vallée du Lutour. De nos jours, la course au petit Vignemale reprend en partie cette course mythique. Tout comme le grand raid des Pyrénées, course de 150 km et 9 000 m de dénivelé sur deux jours qui attire des coureurs de raids.
L'été, le cirque du Lys est aménagé pour les VTTistes avec différents circuits tracés qui font jusqu'à 110 km de chemins jusqu'à Cauterets, en utilisant les différentes remontées mécaniques pour monter au sommet des pistes.
Cauterets a été ville-étape du Tour de France en 1953, 1989 et 1995 et deux fois ville-départ d'une étape du Tour (1953 et 1989).
Les circuits de randonnées sont nombreux et de différents niveaux : sentier des cascades, GR 10, voie verte vers Pierrefitte-Nestalas, tour du massif de Gaube, ascensions de sommets et voies d'escalade.

### Thermalisme
Des sources d'eaux chaudes soufrées, proviennent de deux forages de sources naturelles à une température comprise entre 45 et 60 °C. Les thermes de Cauterets se décomposent en trois établissements : les thermes César pour l'oto-rhino-laryngologie et les voies respiratoires, les  thermes Les Griffons, spécialisés dans la rhumatologie et enfin, les thermes les Rochers.

## Dans la culture
Alfred Tennyson, écrivain britannique, voyagea dans les Pyrénées avec son ami Arthur Hallam pendant l'été de 1830. Ce séjour lui inspira plusieurs de ses poèmes, dont In the Valley of Cauteretz, qu'il rédigea plus tard, en 1864.